# Eurystomus
Eurystomus is een geslacht van vogels uit de familie scharrelaars (Coraciidae). 

## Kenmerken
Ze verschillen van de Coracias-soorten scharrelaars doordat ze een korte, brede snavel hebben.

## Leefwijze
Hun jachtmethode is anders dan de Coracias-soorten. Net als bijeneters vliegen ze rond en jagen zo op insecten, door bijvoorbeeld zwermen termieten.

## Verspreiding en leefgebied
De soorten uit dit geslacht komen van Afrika tot in Australië voor.  

## Soorten
Het geslacht kent de volgende soorten:
- Eurystomus azureus – Azuurscharrelaar
- Eurystomus glaucurus – Breedbekscharrelaar
- Eurystomus gularis – Blauwkeelscharrelaar
- Eurystomus orientalis – Dollarvogel